# Аренд Фрідріх Август Вігман
А́ренд Фрі́дріх А́вгуст Ві́гман (нім. Arend Friedrich August Wiegmann, 2 червня 1802, Брауншвейг, Пруссія — 15 січня 1841, там само) — німецький зоолог і герпетолог.

## Життєпис
Народився 2 червня 1802 року в місті Брауншвейг, Пруссія. Вивчав медицину й філологію в Лейпцизькому університеті, після чого став помічником німецького вченого Ліхтенштайна в Берліні (1780—1857 рр.). 1828 року став професором у Кельні, а через два роки — професором у берлінському Університеті Гумбольдта.
Вігман спеціалізувався у вивченні герпетології та теріології. 1835 року він, разом з іншими вченими, заснував зоологічний журнал Archiv für Naturgeschichte, також відомий як Архів Вігмана. У співавторстві з Йоганном Фрідріхом Рутом (1788—1859) написав важливий підручник із зоології під назвою Handbuch der Zoologie, а 1834 року Вігман опублікував Herpetologia Mexicana, монографію про плазунів Мексики.
1841 року він помер від туберкульозу у віці 38 років.

## Види, описані вченим
Із багатьох видів рептилій, які описав Вігман, 55 досі вважають правильними. Серед них є такі:
- Gerrhonotus liocephalus (1828 р.)
- Heloderma horridum, отруйна мексиканська ящірка (1829 р.)
- Pelodiscus sinensis (1834 р.)
- Laemanctus longipes (також 1834 р.)
- Scincus hemprichii (1837 р.)

Він, зокрема, описав кілька нових видів земноводних. Його учнем був німецький натураліст Рудольф Філіппі.